# Virginia Fox
Virginia Fox est une actrice du cinéma muet, essentiellement connue pour ses apparitions dans les films de Buster Keaton. Elle est la fille de Marie et Frederick Fox. Elle fut l'épouse pendant plus de trente ans du producteur Darryl F. Zanuck, avec lequel elle eut trois enfants, dont Richard Zanuck.  

## Filmographie partielle
- 1915 : Le Sous-marin pirate (A Submarine Pirate) [1]
- 1920 : La Voisine de Malec (Neighbors) de Buster Keaton et Edward F. Cline
- 1921 : Malec chez les fantômes (The Haunted House)
- 1921 : La Guigne de Malec (Hard Luck)
- 1922 : Malec l'insaisissable (The Goat) de Buster Keaton et Malcolm St. Clair
- 1921 : Frigo fregoli (The Playhouse)
- 1922 : Malec chez les Indiens (The Paleface)
- 1922 : Frigo déménageur (Cops) de Buster Keaton et Edward F. Cline
- 1922 : Malec forgeron (The Blacksmith)
- 1922 : Frigo à l'Electric Hotel (The Electric House)
- 1923 : Frigo et la Baleine (The Love Nest)
- 1926 : Pourvu que ça dure (The Caveman) de Lewis Milestone